# Louwoichthys pusillus
Louwoichthys pusillus — викопний вид новонеперих риб з вимерлого ряду Louwoichthyiformes, що існував у ранньому тріасі (244 млн років тому). Описаний у 2021 році.

## Скам'янілості
Скам'янілий відбиток цілої риби знайдено у відкладеннях формації Гуаньлін у повіті Лопін міського округу Цюйцзін провінції Юньнань на півдні Китаю.

## Опис
Це була дрібна риба, завдовжки лише 3,9 см ала порівняно великі зуби. Ймовірно, живився падалю.